# 검은사향노루
검은사향노루(Moschus fuscus)는 사향노루과에 속하는 우제목/경우제목의 일종이다. 부탄과 중국 그리고 인도, 미얀마, 네팔에서 발견된다. 작은 사향노루로 앞다리에 비해 길고 굵은 뒷다리를 갖고 있으며, 가지뿔은 없다.